# 托鲁地文拉法辛
托鲁地文拉法辛（英語：Toludesvenlafaxine），旧名安舒法辛（英語：Ansofaxine），商品名若欣林，是一种抗抑郁药，在中国大陆被批准用于治疗重度抑郁症。该药物在美国等其他国家也正在开发中。它是一种由绿叶制药集团开发的血清素-去甲肾上腺素-多巴胺再摄取抑制剂（SNDRI）。
托鲁地文拉法辛被描述为地文拉法辛的前药。不同文献给出了不同的作用效力数值。同样在大鼠体外实验中，一些文献认为托鲁地文拉法辛对血清素、去甲肾上腺素和多巴胺再摄取的IC50值分别为723nM 、763nM 和491nM，而另一些文献认为IC50值分别为31.4±0.4nM 、586.7±83.6nM 和733.2±10.3nM。

## 外部連結
- 托鲁地文拉法辛缓释片 — 绿叶制药 （页面存档备份，存于）